# Adios Butler
Adios Butler, född 1956, död 1983, var en amerikansk standardhäst som tävlade i nordamerikansk passgångssport. Han är mest känd för att ha varit den första hästen som vann Triple Crown of Harness Racing for Pacers.

## Karriär
Adios Butler var en avkomma av den framgångsrika avelshingsten Adios, och stoet Debby Hanover. Under sin tävlingskarriär tränades Adios Butler av Paige H. West och kördes av Clint Hodgins 1959 segrade Adios Butler i Cane Pace, Little Brown Jug (där han blev den första hästen att segra på under 2 minuter) samt Messenger Stakes (på banrekord). Han blev därmed den första passgångaren att ta titeln Triple Crown of Harness Racing for Pacers.
1960 såldes en andel i Adios Butler till ägare i Ohio, men han fortsatte ändå tränas av Paige H. West. Efter ägarbytet kördes han av Eddie Cobb. Följande år förlorade han endast ett lopp på en tung banan, men sprang senare sin rekordtid på 1:54.3 (1.11,3), vilket då var den snabbaste tiden någonsin inom sulkysport. Adios Butler utsågs till American Harness Horse of the Year både 1960 och 1961.

## Avelskarriär
Efter tävlingskarriärens slut 1961, stod han som avelshingst på Fair Chance Farms in Washington Court House i Ohio.
Som avelshingst är Adios Butler far till passgångarna Honest Story, Pantry Man, El Patron, Escondido, Van Kirk, Uncle Frank, Ocean Mouth, Dean Butler, Lord Butler, Trial Lawyer, samt många fler.